# Golfo di Ajaccio
Il golfo di Ajaccio (golfu di Aiacciu in corso) è un golfo del Mediterraneo situato lungo la costa occidentale della Corsica che prende il nome da Ajaccio, la maggiore città dell'isola, situata sulle sue coste.

## Descrizione
Il golfo di Ajaccio si apre sul litorale occidentale della Corsica tra il golfo di Sagona a nord e il golfo di Valinco a sud. Il golfo è compreso tra due grandi promontori rocciosi, la Punta della Parata e le Isole Sanguinarie, suo prolungamento naturale, a nord e la penisola di Capu di Muru a sud. Su ciascuna di queste due punte si trova un faro.